# Hipohip
Els hipohips (Hypohippus) són un gènere extint de mamífers perissodàctils de la família dels èquids que visqueren a Nord-amèrica durant el Miocè. Se n'han trobat restes fòssils als Estats Units (Colorado, Montana i Nebraska). Era l'anquiterí més gros de tots, amb una mida comparable a la dels cavalls d'avui en dia, amb un pes de 403-600 kg i una llargada d'1,80 m. Les espècies d'aquest grup s'alimentaven de la vegetació dels matolls i el sotabosc. Ocupaven un nínxol ecològic més semblant al de l'ocapi que al dels èquids pasturadors.